# Château des Médicis (Bussi sul Tirino)
Le château des Médicis est un château situé dans la ville de Bussi sul Tirino, province de Pescara, dans les Abruzzes.